# 칼슘 통로 차단제
칼슘 통로 차단제 (calcium channel blocker, CCB), 칼슘 채널 차단제는 칼슘 통로를 통한 칼슘(Ca2+
)의 이동을 막는 약물이다. 칼슘 채널 차단제는 항고혈압제, 즉 고혈압 환자의 혈압을 낮추는 약물로 사용된다. CCB는 노인 환자의 수축기 혈압 상승의 일반적인 원인 중 하나인 큰 혈관 경직에 특히 효과적이다. 칼슘 채널 차단제는 심박수를 변경하고(특히 심방 세동에서) 말초 및 대뇌 혈관 경련을 예방하고 협심증으로 인한 흉통을 줄이기 위해 자주 사용된다.
N형, L형 및 T형 전압 개폐 칼슘 통로는 인간 부신의 사구체대에 존재하며 CCB는 부신피질 세포 에서 알도스테론의 생합성에 직접적으로 영향을 미칠 수 있다.
CCB는 심혈관 사망률을 낮추는 데 베타 차단제보다 약간 더 효과적인 것으로 나타났지만 더 많은 부작용과 관련이 있다. 그러나 잠재적인 주요 위험은 주로 단기 작용 CCB와 관련된 것으로 밝혀졌다.

## 종류

### DHP
디하이드로피리딘(DHP) 칼슘 채널 차단제는 디하이드로피리딘 분자에서 파생되며 종종 전신 혈관 저항과 동맥압을 감소시키는 데 사용된다. 때때로 협심증 치료에 사용될 때 혈관확장과 저혈압이 반사성 빈맥을 유발할 수 있으며, 이는 결과적으로 심근 산소 요구량이 증가하기 때문에 허혈 증상이 있는 환자에게 해로울 수 있다. 디하이드로피리딘 칼슘 채널 차단제는 신병증 환자에서 단백뇨를 악화시킬 수 있다.
- 암로디핀 (노바스크)
- 아라니디핀 (사프레스타)
- 아젤니디핀 (칼블록)
- 바르니디핀 (HypoCa)
- 베니디핀 (코니엘)
- 실니디핀 (Atelec, Cinalong, Siscard) 미국에서 사용 불가
- 클레비디핀 (클레비프렉스)
- 에포니디핀 (란델)
- 펠로디핀 (플렌딜)
- 이스라디핀 (DynaCirc, Prescal)
- 라시디핀 (모텐스, 라시필)
- 레르카니디핀 (Zanidip)
- 마니디핀 (칼슬롯, 마디핀)
- 니카르디핀 (Cardene, Carden SR)
- 니페디핀 (Procardia, Adalat)
- 닐바디핀 (Nivadil)
- 니모디핀 (Nimotop) 이 물질은 혈액-뇌 장벽을 통과할 수 있으며 뇌혈관 경련을 예방하는 데 사용된다.
- 니솔디핀 (Baymycard, Sular, Syscor)
- 니트렌디핀 (카디프, 니트레핀, 베일로텐신)
- 프라니디핀 (Acalas)

### 비-DHP

#### 페닐알킬아민
페닐알킬아민 칼슘 채널 차단제는 심근에 대해 상대적으로 선택적이고 심근 산소 요구량을 감소시키며 관상 동맥 경련을 역전시키고 종종 협심증 치료에 사용된다. 이들은 디하이드로피리딘과 비교하여 최소한의 혈관확장 효과를 가지므로 반사성 빈맥을 덜 유발하여 빈맥이 심장의 산소 요구에 가장 중요한 기여를 할 수 있는 협심증 치료에 매력적이다. 따라서 페닐알킬아민의 경우 혈관확장이 최소화되므로 주요 작용 메커니즘은 음성 수축력을 유발한다. 페닐알킬아민은 증거가 다소 혼합되어 있지만 세포내 쪽에서 칼슘 채널에 접근하는 것으로 생각된다.
- 펜딜린
- 갈로파밀
- 베라파밀 (칼란, 이소프틴)

#### 벤조티아제핀
벤조티아제핀 칼슘 채널 차단제는 벤조티아제핀 계열의 화합물에 속하며 혈관 칼슘 채널에 대한 선택성에서 페닐알킬아민과 디하이드로피리딘 사이의 중간 계열이다. 심장억제제와 혈관확장제 작용을 모두 가짐으로써 벤조티아제핀은 디하이드로피리딘에 의해 유발되는 동일한 정도의 반사 심장 자극을 일으키지 않고 동맥압을 감소시킬 수 있다.
- 딜티아젬 (Cardizem)(또한 편두통을 예방하기 위해 실험적으로 사용됨)

## 부작용
이러한 약물의 부작용에는 다음이 포함될 수 있지만 이에 국한되지는 않다.
- 변비
- 칼슘 통로 차단제를 투여받는 사람의 70%에서 발생할 수 있는 말초 부종은 칼슘 통로 차단제의 우선적 소동맥 또는 전 모세혈관 확장에 의해 발생한다.
- 치은 과성장

가벼운 CCB 독성은 지지 요법으로 치료한다. Nondihydropyridine CCB는 심각한 독성을 유발할 수 있으며, 특히 서방형 제제의 경우 조기 오염 제거가 필수적이다. 중증 과다복용의 경우 치료에는 일반적으로 활력 징후를 면밀히 모니터링하고 혈압을 지원하기 위해 혈압강하제 및 정맥내 수액을 추가하는 것이 포함된다. 정맥 내 글루콘산칼슘 (또는 중심선이 있는 경우 염화칼슘 )과 아트로핀이 1차 요법이다. 과다복용 시간이 알려져 있고 섭취 후 2시간 이내에 증상이 나타나는 경우 활성탄, 위세척 및 폴리에틸렌 글리콜을 사용하여 장의 오염을 제거할 수 있다. 소화관 오염 제거를 위한 노력은 서방형 제제로 섭취 후 8시간 이내로 연장될 수 있다.

## 기전
신체 조직에서 칼슘 이온의 농도( Ca2+
 ) 외부 세포는 일반적으로 세포 내부 농도보다 약 10,000배 더 높다. 일부 세포의 막에는 칼슘 통로가  있다. 이 세포가 특정 신호를 받으면 채널이 열리고 칼슘이 세포로 유입된다. 결과적으로 세포내 칼슘의 증가는 세포 유형에 따라 다른 효과를 나타낸다. 칼슘 채널 차단제는 이러한 채널의 개방을 방지하거나 감소시켜 이러한 효과를 줄인다.
여러 종류의 차단제와 함께 여러 유형의 칼슘 채널이 발생하지만 거의 모든 채널이 L형 전압 개폐 칼슘 채널을 우선적으로 또는 배타적으로 차단한다.
전압 개폐 칼슘 통로는 골격근, 평활근 및 심근의 흥분-수축 결합과 부신 피질의 내분비 세포에서 알도스테론 및 코르티솔 분비 조절을 담당한다. 심장에서는 심장 박동기 신호의 전도에도 관여한다. 약물로 사용되는 CCB는 주로 다음과 같은 네 가지 효과가 있다.
- 혈관 평활근에 작용하여 동맥의 수축을 줄이고 혈관 확장이라고 하는 동맥 직경의 증가를 유발한다(CCB는 정맥 평활근에 작용하지 않음).
- 심근에 작용하여 심장 수축력을 감소시킨다.
- 심장 내에서 전기 활동의 전도를 늦춤으로써 심장 박동을 늦춘다.
- 부신 피질 세포의 칼슘 신호를 차단함으로써 혈압을 높이는 알도스테론 생성을 직접적으로 감소시킨다.

혈압은 심박출량 및 말초 저항과 친밀한 피드백을 하기 때문에 상대적으로 낮은 혈압에서는 심장의 후부하가 감소한다. 이것은 혈액을 대동맥으로 분출하기 위해 심장이 얼마나 열심히 일해야 하는지를 감소시키므로 심장이 필요로 하는 산소의 양은 그에 따라 감소한다. 이것은 협심증과 같은 관상동맥질환의 증상을 개선하는 데 도움이 될 수 있다.